# Ерік IX (король Швеції)
Ерік IX Святий, відомий також як Ерік Джедварссон (швед. Erik Jedvardsson або Erik den helige, бл.1125, Вестерйотланд — 18 травня 1160, Уппсала) — король Швеції, що, як вважається, правив у 1156—1160 роках. Про нього збереглись вкрай мало достовірної інформації.
Еріка IX вважають святим — таким його йменує календар з Валентуна з 1198 року. Припускають, що близько 1220 року його мощі були перенесені до кафедрального собору в Уппсалі. Церква згадує Св. Еріка 18 травня.

## Життєпис
Оскільки пізніше королів з Династії Еріків (швед. Erikska ätten) постійно ховали в абатстві Варнем поблизу Скари у Вестергетланд, сім'я Еріка, як вважають, мала геатське коріння, як і інші середньовічні правлячі будинки Швеції.
Ерік IX був сином шведського шляхтича Джедварда та його дружини Сесілії. Ерік був одружений з Крістіною Бьорнсдоттер, яка була внучкою Інге I Старшого та Гелени. У Еріка і Крістіни було двоє синів — Кнут Ерікссон та Філіп Ерікссон (ймовірно, предока Кнута Ланге). У них також були дві дочки: Маргарет, померла в 1209 році, яка одружилася в 1185 році з королем Норвегії Сверріром I Сігурдссоном і Катаріна, одруженою з норвезьким вельможею Нілсом Блакою. Магнус II Генрікссон, який вбив Еріка, також підозрюється у вбивстві Сверкера І Старшого, попередника Еріка на престолі. Можливо, Ерік був графом (ерлом) у Свеаланді до того, як його там визнали королем. У Геталанді його прийняли не раніше в 1157 року. Про подробиці життя Еріка не залишилось жодних надійних свідчень. Всю інформацію історики черпають з легенд і його агіографії як святого.

## Легенда
За однією версією, вбивцею короля був Магнус Хенрікссон, інший претендент на престол, далекий родич правлячого тоді данського королівського роду, який, як вказується в цих джерелах, успішно зайняв його місце. Згідно з іншими припущеннями, його вбив Емунд Ульфбане (Emund Ulvbane), найманий вбивця, якого найняли люди, що працювали на династію Сверкер, з метою відновити свою владу над королівством.
За переказами короля Еріка вбили, коли він виходив з церкви після богослужіння. З метою зміцнення своїх політичних позицій син Еріка, Кнуд Ерікссон, заохочував поклоніння своєму батькові як мученику. Факти і вигадка про його життя були нероздільно злиті разом. Перенесення його мощей посилило глибину релігійного почуття простого народу. На святі, присвяченому цьому королю, відбувалися процесії з собору в Стару Уппсалу, з проханням хорошого врожаю.
Згідно з легендами, заслугою Еріка було поширення християнства в Фінляндії і зміцнення його позицій в Швеції під час його правління. У спробі завоювати і навернути населення Фінляндії, він нібито повів на ті землі Перший шведський хрестовий похід. Похід закінчився невдачею. В 1155 році, бажаючи християнізувати Фінляндію, переконав залишитись в Турку англійського єпископа Генріха, котрий перебував в Лінчепінге, якого згодом було вбито фінським селянином. Генріх став одним з перших мучеників Фінляндії, ставши католицьким покровителем цієї країни.

## Археологічні свідчення подій

Святий Ерік на гербі Стокгольма

Згідно з легендою, король Ерік Святий був убитий після того, як відслужив месу в церкві Святої Трійці (лат. ecclesia Sancte trinitatis) на Божій горі (лат. Mons Domini). Відомо, що існуюча в даний час церква Трійці в Уппсалі була закладена на початку XIII століття, і вчені сперечаються про те, де ж саме перебувала та стара церква Трійці, з якої виходив Ерік під час його вбивства. Наявність в огорожі сучасного собору поховань періоду часу до будівництва собору може свідчити про те, що старий собор перебував точно на місці нового. Археологом Магнусом Алькарпом (швед. Magnus Alkarp) і геофізиком Яною Густафссон (швед. Jaana Gustafsson) було проведено дослідження будівлі собору за допомогою проникаючого в грунт радара (GPR — англ. Ground-penetrating radar). Дослідження підтвердило факт наявності під сучасною церквою фундаменту більш ранньої будівлі, що за всіма контурним ознаками відповідає фундаменту католицької церкви XII століття.